# Poggio-d'Oletta
Poggio-d'Oletta är en kommun i departementet Haute-Corse på ön Korsika i Frankrike. Kommunen ligger i kantonen La Conca-d'Oro som tillhör arrondissementet Bastia. År 2022 hade Poggio-d'Oletta 216 invånare.

## Befolkningsutveckling
Antalet invånare i kommunen Poggio-d'Oletta
Referens:INSEE